# 덴진야마역
덴진야마역(일본어: 天神山駅)은 일본 오이타현 유후시에 위치한 규슈 여객철도 규다이 본선의 철도역이다. 단선 승강장 1면 1선의 구조를 갖춘 지상역이다.

## 이용 현황
| 승차 인원 추이 | 승차 인원 추이    |
| 연도           | 1일 평균 이용객수 |
| -------------- | ----------------- |
| 2000           | 142               |
| 2001           | 131               |
| 2002           | 140               |
| 2003           | 145               |
| 2004           | 150               |
| 2005           | 130               |
| 2006           | 133               |
| 2007           | 119               |
| 2008           | 126               |
| 2009           | 121               |
| 2010           | 120               |
| 2011           | 111               |

## 역 주변
- 국도 제210호선
- 유후 시청

## 역사
- 1923년 9월 29일 : 일본 철도성(일본국유철도)의 역으로서 개업.
- 1987년 4월 1일 : 일본국유철도 분할 민영화에 의해, 규슈 여객철도가 승계.

## 인접 역
| 규다이 본선        | 규다이 본선   | 규다이 본선        |
| ------------------ | ------------- | ------------------ |
| 쇼나이 구루메 방면 | ■ 규다이 본선 | 오노야 오이타 방면 |